# Limauges
Limauges is een gehucht in de gemeente Court-Saint-Étienne in de Belgische provincie Waals-Brabant.
Het gehucht ligt in het uiterste noordwesten van de gemeente, tegen de grens met Céroux-Mousty (gemeente Ottignies-Louvain-la-Neuve) en Bousval (gemeente Genepiën). Limauges ligt zo'n 2,5 kilometer ten westen van het dorpscentrum van Court-Saint-Étienne. De bebouwing sluit in het noordwesten aan op het gehucht Ferrières in Céroux-Mousty, en in het zuidwesten op het gehucht La Motte in Bousval.

## Geschiedenis
De Ferrariskaart uit de jaren 1770 toont hier het gehuchtje Limoge.
Op het eind van het ancien régime, werd bij de oprichting van de gemeenten op het eind van de 18de eeuw het gehucht ondergebracht in de gemeente Céroux-Mousty.
De Atlas der Buurtwegen uit 1841 en de Vandermaelenkaart uit het midden van de 19de eeuw tonen het gehucht Limoges. De kaarten tonen net ten oosten van het gehucht de kapel Chapelle de Sabot of Notre Dame aux Sabots.
Bij de gemeentelijke fusies van 1976 werd het gehucht gescheiden van Céroux-Mousty en aangehecht bij de gemeente Court-Saint-Étienne.
In de laatste decennia van de 20ste eeuw werd net ten oosten van Limauges de Chaussée de Bruxelles (N275) aangelegd. Door nieuwe woonwijken rond die gewestweg raakte Limauges in oostelijke richting verbonden met de bebouwing van Mousty en van Court-Saint-Étienne.

## Bezienswaardigheden
- De Chapelle aux Sabots (klompenkapel), langs de weg naar Wisterzée, is een pijlerkapel van 1774 die oorspronkelijk aan een vijfsprong stond en in 1959 verplaatst werd naar de huidige positie omdat de oorspronkelijke weg werd verbreed. Feitelijk gewijd aan Onze-Lieve-Vrouw van Genade (Chapelle Notre-Dame des Grâces). De oorsprong van het schenken van een klomp als ex voto is niet geheel duidelijk.

## Verkeer en vervoer
Langs Limauges loopt de gewestweg N275 (Chaussée de Bruxelles) tussen Court-Saint-Étienne en Rixensart.
Dorpen en gehuchten: Beaurieux · Bruyère du Sart · Le Chenoy · Court-Saint-Étienne · Faux · Limauges · Mérivaux · La  Roche · Ruchaux ·  Sart-Messire-Guillaume · Suzeril · Tangissart · Wisterzée

Belgische gemeenten · Arrondissement Nijvel · Waals-Brabant · Wallonië